# 放生津潟
放生津潟（ほうじょうづがた）は、富山県射水市の北部砂丘内側、現在の富山新港の位置にあった潟湖である。名前は放生津八幡宮で放生会（ほうじょうえ）が行われたからである。「越の潟」とも呼ばれ、万葉線の終点・越ノ潟駅に名前を残す。

## 歴史
天平の時代越中国の国主大伴家持が、万葉集で奈呉（なご）の海や奈呉の浦と詠んだ潟湖で、面積は概ね1.7平方キロ、周囲約6km、水深は概ね1～1.5mであった。
中央には弁天島という人工の島が作られていた。地元の『堀岡郷土史』によれば、湖底の泥を除く作業で多くの事故が起き、そのため明和4年（1767年）に20間四方の人工島を築いて海竜社（かいりゅうしゃ）が建立され、亀の甲羅状だったために「ガメ社」と呼ばれた。明和5年から6月19日を祭礼の日と定め、それ以降は事故がなくなったという。明治になって社号を少童社、ガメ島から弁天島と改称した。明治8年（1875年）からは新暦に合せて7月30日になり、「堀岡村役場資料」に明治16年（1883年）に花火打上げ許可書が残っていて、この頃から花火も打ち上がられるようになった。これが現在の「富山新港新湊まつり」に連なっている。
かつては広大な潟湖であったが、古くから人工で干拓もされ、また下条川・堀川など小河川の流れ込みで土砂が堆積したりで面積も縮小していた。港口である旧新湊市東岸の堀岡地区と西岸の越の潟地区から延びる砂州には県道魚津氷見線（現・国道415号）と、富山市と高岡市を結ぶ富山地方鉄道射水線が通っており港口に架かる「堀切（ほりきり）橋」で繋がっていた。汽水湖であったために、シジミの産地となっていた。また周囲は「水郷」（水田地帯）であった。

## 富山新港建設
富山県は県の商工業発展のため当地に新たに大きな港を計画、1961年（昭和36年）4月に起工し、潟湖を掘削・浚渫し、その際に発生した土砂で背後の工業予定地を整備した。さらに港口を大きく広げ、弁天島もなくして新港を造成、それにより道路、鉄道も分断したかたちで1968年（昭和43年）4月に富山新港として開港（同年9月に正式名称が『伏木富山港（新湊地区）』と決定）。開港工事に伴い陸続きだった新湊市は東西に大きく分断、自転車やバイクまでが乗ることのできる富山県営渡船が越ノ潟と堀岡の新港東口駅の間に運航され、自動車は放生津潟を南にめぐる『迂回道路』を通らなければならなかった。周囲は工業用地化し現在は昔の面影をほとんど残しておらず、わずかな名残が残る程度である。少童社は富山新港沿いの片口地区に遷座された後、社殿としてアルミニウム製、高さ15メートルの「新湊弁財天」像が建立された。
2012年9月には新湊大橋が開通し、東西分断が解消され、海王丸パークとともに富山県内の一大観光地となっている。
放生津の名称は放生津八幡宮や当社祭礼で、国の重要無形民俗文化財に指定されている放生津曳山祭などが残っている。